# Dr. 90210
Dr. 90210 (adaptado no Brasil  pela RedeTV!  como Dr. Hollywood) é um reality show, iniciado em 2004, que mostra a vida do Dr. Robert Rey, popular cirurgião plástico do rico subúrbio de Beverly Hills (de onde a série toma emprestado para seu título o CEP 90210,) e de seus pacientes.
Em co-produção com a Sato Company, a RedeTV! estreou o reality show em 1º de dezembro de 2007. Também é exibido pelo canal E! nos Estados Unidos. Cada episódio tem, aproximadamente, uma hora de duração.
O diferencial do programa é o fato de que mostra a vida dos médicos que o estrelam. Além disso, há sempre entrevistas com os pacientes e filmagens das cirurgias, além de mostrar o "antes e depois" de cada paciente. Ou seja, a equipe de filmagem acompanha desde o procedimento pré cirúrgico ao pós cirúrgico, sem qualquer tipo de censura, dependendo do horário de exibição e parte do corpo a ser realizada a cirurgia.
Inicialmente, o programa mostrava apenas a vida e o trabalho do Dr. Robert Rey, mas se expandiu para mostrar o cotidiano de outros profissionais, a fim de não focar somente a parte de cirurgias estéticas, mas sim outras complicações como uma cirurgia de rinoplastia, realizada para corrigir um desvio de septo nasal.
Na RedeTV!, o programa é exibido aos domingos com início às 23h45.

## Elenco
- Dr. Robert Rey
- Dra. Linda Li
- Dr. Gary Alter
- Dr. Jason Diamond
- Dr. Julian Omidi
- Dr. Michael Omidi
- Dr. Will Kirby
- Dr. David Matlock
- Dr. William Aiello
- Dr. Dean Manus
- Dr. Gary Motykie
- Drs. Susan e Brian Evans
- Dr. Raj Kanodia
- Dr. Miguel Rueda